# Panton
Panton är en by i civil parish East Barkwith, i distriktet East Lindsey, i grevskapet Lincolnshire, i England. Byn är belägen 13 km från Horncastle. Panton var en civil parish fram till 1987 när blev den en del av East Barkwith och Wragby. Civil parish hade 67 invånare år 1961. Byn nämndes i Domedagsboken (Domesday Book) år 1086, och kallades då Pantone.